# 小嶋雄嗣
小嶋 雄嗣（こじま ゆうじ、1959年-）は東京都出身。日本のテレビドラマ・映画プロデューサー。1984年東映株式会社入社。テレビ事業部に配属され、テレビドラマのプロデューサーとなる。2009年東映テレビプロダクションに異動。所長代理、所長などを歴任。2021年6月東映株式会社顧問・大泉地区担当、2022年6月より東映株式会社取締役に就任。

## 担当作品

### 連続ドラマ
以下テレビドラマデータベースより
- 赤い秘密（1985年、TBS）※プロデューサー補
- ドラマ23「モト子せんせいの場合」（1988年、TBS）
- さすらい刑事旅情編IV,V,VI（1991～1994年、ANB）
- 殿さま風来坊隠れ旅（1994年、ANB）
- 銭形平次 (北大路欣也)（終盤のシリーズ）
- 快刀!夢一座七変化（1996年、ANB）
- 用心棒日月抄（1997年、ANB）
- 燃えろ!!ロボコン（1999年、ANB）
- 隠密奉行朝比奈（1998,1999年、CX）
- 八丁堀の七人 2～7（2001～2006年、EX）
- 太閤記〜天下を獲った男・秀吉 （2006年、EX）
- 素浪人 月影兵庫（2007年、EX）
- 京都地検の女 1～5（2003年～2009年、EX）

### 単発ドラマ
- 新鋭ドラマシリーズ「お栄ちゃんの浮世絵日記 応為坦坦録」（1986年、TBS、主演・鈴木清順）[1]
- 月曜ドラマランド「女だらけ」（1987年、CX、主演・少女隊）
- 金曜女のドラマスペシャル「小さな目撃者 ママとあっちゃんの推理ポケット」（1988年、CX、主演・真野響子）
- 火曜サスペンス劇場「六月の花嫁シリーズ(2)婚約解消殺人事件」（1989年、主演・高木美保）
- 火曜サスペンス劇場「六月の花嫁シリーズ(1)結婚運－占星術殺人事件」（1991年、主演・鷲尾いさ子）
- 10年目のクリスマスイブ（1991年、ANB、主演・中森明菜、脚本・野沢尚）
- 素浪人 花山大吉（1995年、ANB）
- DRAMA COMPLEX「戦国自衛隊・関ヶ原の戦い」（2006年）
- DRAMA COMPLEX「塀の中の懲りない女たち 〜宇都宮刑務所2006」（2006年、主演・菊川怜）
- 火曜ドラマゴールド「塀の中の懲りない女たち2」（2006年、主演・名取裕子）

### バラエティ
- 変身ヒーロー大全集（1988年、CX）

## 書籍
- 「時代劇さんぽ 東京編―東映プロデューサーとはみだしOLの東京・時代劇珍道中」ISBN 978-4766932430